# Si tú te atreves
Si tú te atreves (français : Si toi, tu oses) est une chanson écrite et produite par Manuel Alejandro et interprétée et produite par le chanteur mexicain Luis Miguel. Elle est sortie en tant que premier single de l'album Cómplices. Il s'agit d'une ballade romantique sur un amour intense et impossible.

## Contexte
Le chanteur Luis Miguel a présenté officiellement son album Cómplices le 6 mai 2008. Il comprend des chansons inédites du compositeur espagnol Manuel Alejandro, avec lequel Miguel est ami depuis de nombreuses années. « C'est un album plein de nuances, la plupart des chansons parlent de moi, tout le monde peut adopter les chansons, ce sont des expériences du début à la fin, des histoires d'amour qui existent avec le couple », a-t-il déclaré.
Cómplices signifie le retour de l'artiste mexicain à la pop, après plusieurs CD's consacrés à la musique ranchera et aux boléros classiques. Ayant été interrogé sur le fait qu'il n'avait participé à l'écriture ou à la composition d'aucune des chansons du nouvel album, Miguel a répondu qu'il n'excluait pas la possibilité de revenir à l'écriture de chansons à l'avenir, probablement en collaboration avec d'autres auteurs et d'autres musiciens. En plus du premier single Si tú te atreves (Si toi tu oses) — qui a été entendu sur les radios depuis le 7 avril —, l'album inclut également Ay, cariño, qui fait référence à son fils.

## Accueil
Si tu te atreves est le premier single de l'album Cómplices. Il est sorti le 7 avril 2008 et a fait ses débuts dans le hitparade Billboard Hot Latin Songs à la 23e place et a grimpé jusqu'à la 12e place ensuite. Le vidéoclip de la chanson a été présenté en exclusivité sur la chaîne de télévision payante Sony Entertainment le 27 avril 2008. La vidéo a été réalisée par Rebecca Blake et le tournage a eu lieu à Los Angeles, en Californie, en mars 2008. La mannequin Marina Wollman est la vedette de la vidéo que l'artiste a voulu offrir à ses fans en avant-première de l'album qui sort en mai. Luis Miguel l'embrasse à la fin de la chanson, et ce geste affectueux a déjà éveillé les soupçons de ses fans.
Plusieurs jours avant la sortie du single, des radiodiffuseurs nationaux du Mexique, qui ont pu écouter la chanson en avant-première, ont déclaré qu'elle avait tout pour « frapper le public ». Jessie Cervantes, directeur d'EXA-FM (en), a déclaré que « « El Sol » est revenu à son style de ballades classiques, après avoir essayé la musique ranchera et les chants de Noël, parce que c'est ce qu'il peut faire ». Gerardo González, rédacteur de La Nación, déclare que c'est une ballade « bien dans le style de Luis Miguel ».